# Agnus Dei

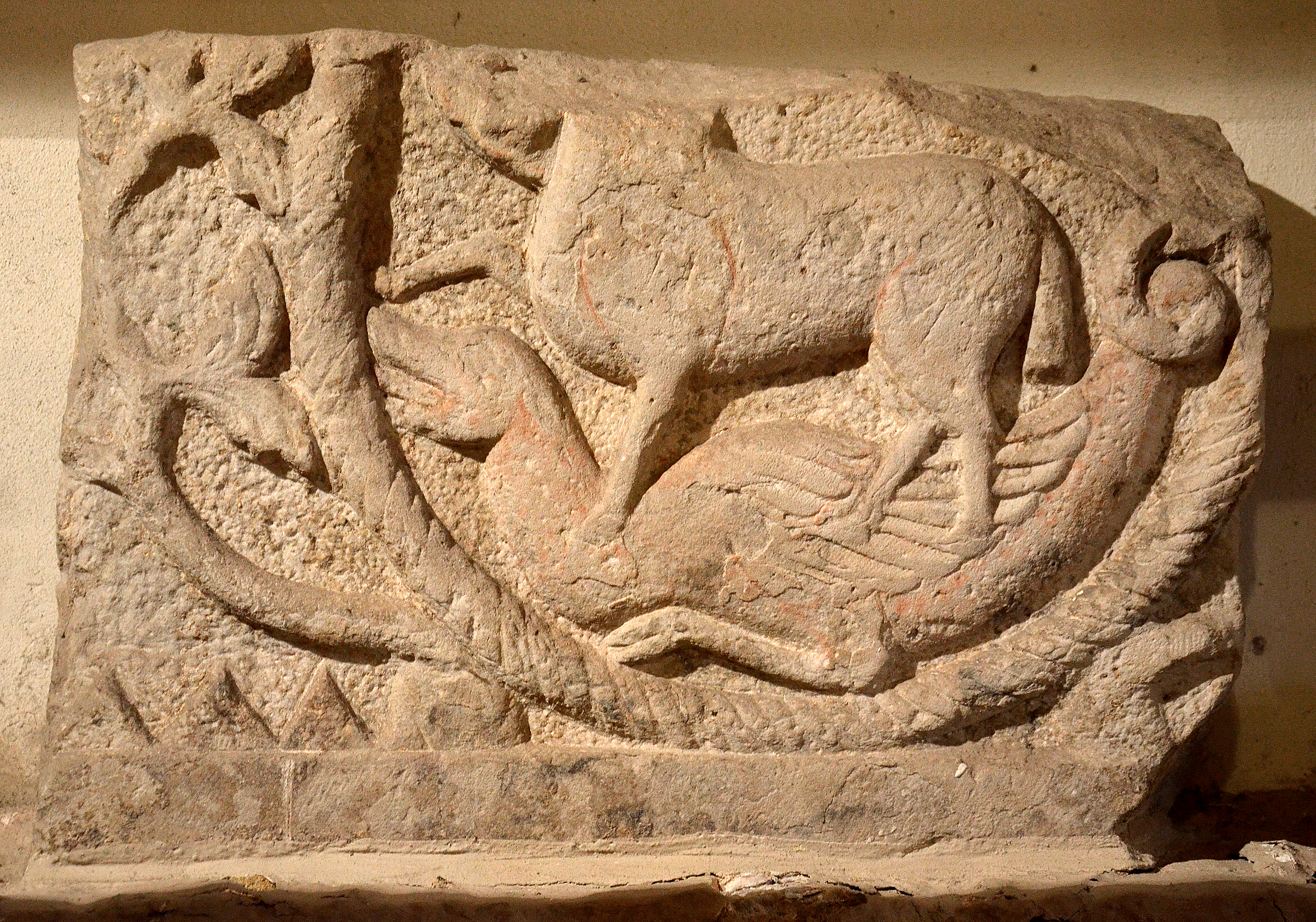
Das Lamm Gottes besiegt den Lindwurm, den Drachen Babylon
Rest eines Tympanons in der St. Alexandri-Kirche in Eldagsen, um 796

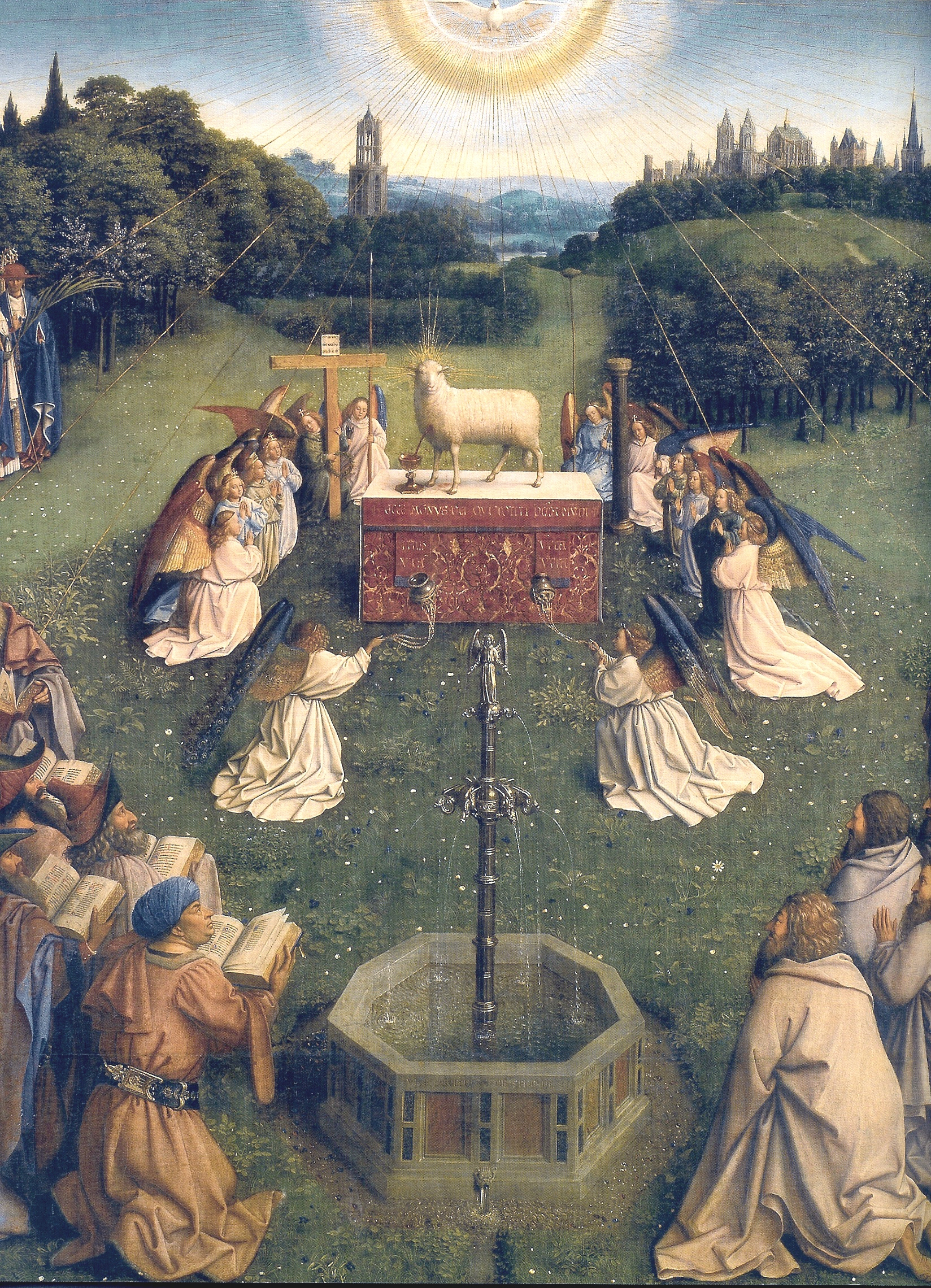
Anbetung des Lammes (Jan van Eyck, Genter Altar, 15. Jahrhundert)

Agnus Dei (lateinisch für Lamm Gottes, oder altgriechisch Ἀμνὸς τοῦ Θεοῦ Amnòs toû Theoû) ist ein seit ältester Zeit im Christentum verbreitetes Symbol für Jesus Christus. Als Osterlamm, gekennzeichnet mit der Siegesfahne, ist es ein Symbol für die Auferstehung Jesu Christi. Es ist häufiger Bestandteil der christlichen Kunst und ein christliches Symbol in der Heraldik.
Agnus Dei sind außerdem die ersten Worte eines Gebets oder Gesangs der eucharistischen Liturgie. Es gehört zum Ordinarium, den feststehenden Teilen der heiligen Messe, deren Schlussteil es bildet, und ist dadurch in der Regel auch Bestandteil von Mess-Vertonungen. Auch Litaneien schließen mit dem Agnus Dei.

## Bibel

### Altes Testament
Diese Vorstellung des Agnus Dei bezieht sich auf das Lamm als Opfertier im Alten Testament, besonders auf die Pessach-Lämmer, deren Blut in der Nacht des Auszugs der Israeliten aus Ägypten (Exodus) auf Gebot Gottes hin als Schutzzeichen vor der Zehnten Plage an den Türpfosten gestrichen wurde (Ex 12 ). Sie betraf den Tod aller Erstgeborenen (מֵת כָל־בְּכוֹר mēt kōl-bəchōr) von Mensch und Vieh: „Und Mose sprach: So spricht der Herr: Um Mitternacht will ich durch Ägyptenland gehen, und alle Erstgeburt in Ägyptenland soll sterben, vom ersten Sohn des Pharao an, der auf seinem Thron sitzt, bis zum ersten Sohn der Magd, die hinter ihrer Mühle hockt, und alle Erstgeburt unter dem Vieh“ (2 Mos 11,4 ). Neben dem Backen von ungesäuertem Brot wurde das Schlachten eines Lammes zur zentralen Praxis des Pessach-Festes.
Seroa (hebräisch זרוֹע) ist eine angebratene Lammkeule (oder ein gebratener Hühnerflügel), mit wenig Fleisch, die an die biblische Vorschrift der Opferung eines Pessach-Lamms (קרבן פסח Korban Pessach)‎, im Jerusalemer Tempel erinnert. Der Seroa ist eine der sechs vorgeschriebenen Speisen auf dem Sederteller, Maror, Seroa, Charosset, Chaseret, Karpas, Beitzah. Er wird am Sederabend zu Beginn von Pessach auf den festlich gedeckten Tisch gestellt. Da der Tempel nicht mehr steht, wird seitdem die Lammkeule nicht mehr gegessen.
Auch das vierte Gottesknechtslied bei Jesaja (Jes 52,13ff. ) verbindet sich mit der Symbolik des Lammes. Dort heißt es vom Gottesknecht: „Er wurde misshandelt und niedergedrückt, aber er tat seinen Mund nicht auf. Wie ein Lamm, das man zum Schlachten führt, und wie ein Schaf angesichts seiner Scherer, so tat auch er seinen Mund nicht auf.“ (Jes 53,7 ). Bei Jeremia steht das Bild des Lammes für Ahnungslosigkeit und Vertrauen des Propheten gegenüber den Absichten seiner Widersacher: „Ich selbst war wie ein zutrauliches Lamm, das zum Schlachten geführt wird, und ahnte nicht, dass sie gegen mich Böses planten: Wir wollen den Baum im Saft verderben; wir wollen ihn ausrotten aus dem Land der Lebenden, sodass man seinen Namen nicht mehr erwähnt.“ (Jer 11,19 ).

### Neues Testament

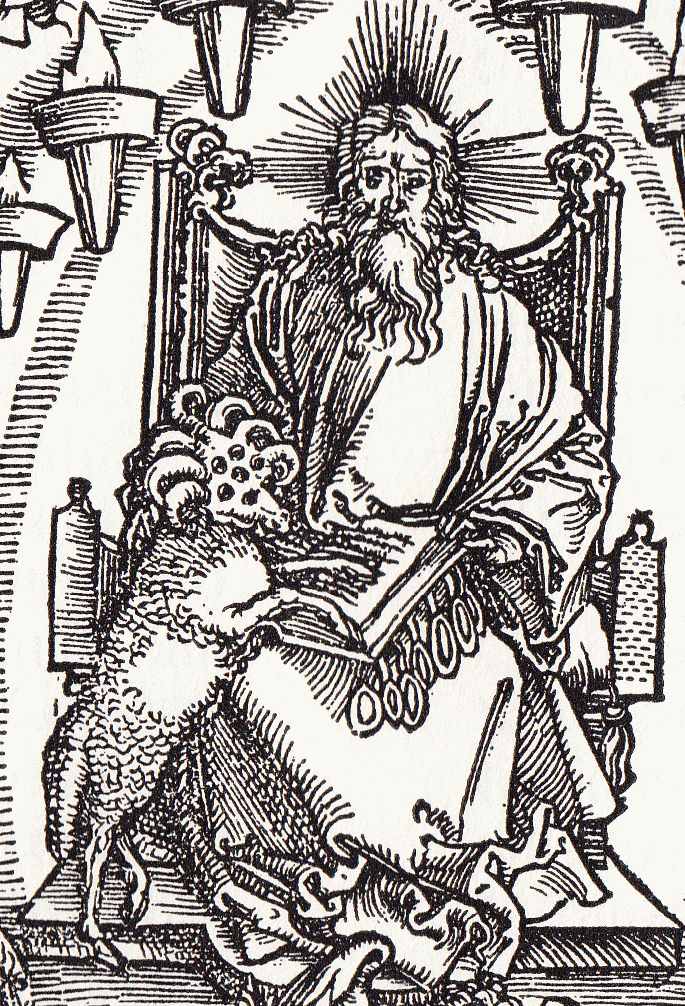
Das Lamm und das Buch mit sieben Siegeln. Ausschnitt aus der Zweiten Figur des Apokalypsen-Zyklus von Albrecht Dürer

Insbesondere in den johanneischen Schriften des Neuen Testaments spielt die Lamm-Gottes-Symbolik eine besondere Rolle. An zwei Stellen des Johannes-Evangeliums weist Johannes der Täufer auf Jesus Christus mit den Worten hin: „Seht, das Lamm Gottes, das die Sünde der Welt hinwegnimmt.“ (Joh 1,29 , Joh 1,36 ). Die Kreuzigung Jesu fand nach dem Johannesevangelium zu der Zeit statt, als die Pessach-Lämmer geschlachtet wurden. Nach dem Bericht der drei synoptischen Evangelien fand das Abendmahl Jesu Christi in der Nacht des Pessachfestes statt, woher die enge Verbindung zwischen der Eucharistie und der Symbolik des Lammes herrührt.
Im Kontext eines Gemeindezuchtfalles wird im 1. Brief des Paulus an die Gemeinde in Korinth Jesus Christus als das Pessach-Lamm bezeichnet, das schon geopfert ist (1 Kor 5,7 ). Dass das Blut des Lammes zur Erlösung der Menschen dient, wird in 1 Petr 1,19  deutlich. Petrus versichert den Adressaten, dass sie nicht mit vergänglichen Wertstoffen wie Silber oder Gold losgekauft (erlöst) wurden, „sondern mit dem kostbaren Blut Christi, des Lammes ohne Fehl und Makel“.
In der Offenbarung des Johannes nimmt die Vorstellung des Lammes, das hier identisch mit Jesus Christus ist, einen breiten Raum in der apokalyptischen Schau des Sehers ein. In der großen Thronsaalvision des Johannes wird das Aussehen des Lammes als „wie geschlachtet“ beschrieben (Offb 5,6 ). Es ist das Zentrum der Anbetung (Offb 5,8f ). Allein das Lamm kann das Buch mit den sieben Siegeln öffnen, was die einzelnen endzeitlichen Geschehnisse des Buches in Gang setzt (Offb 5,5 ). Im selben biblischen Buch wird auf die „Hochzeit des Lammes“ verwiesen, die am Ende der Zeiten stattfinden wird, wenn Christus die erlöste Menschheit als seine „glückliche Braut“ zu Gott heimführt (vgl. Offb 19,9 ). Am Ende ist es das Lamm, das zusammen mit Gott das Zentrum des neuen Jerusalems ist (vgl. Offb 14 ).

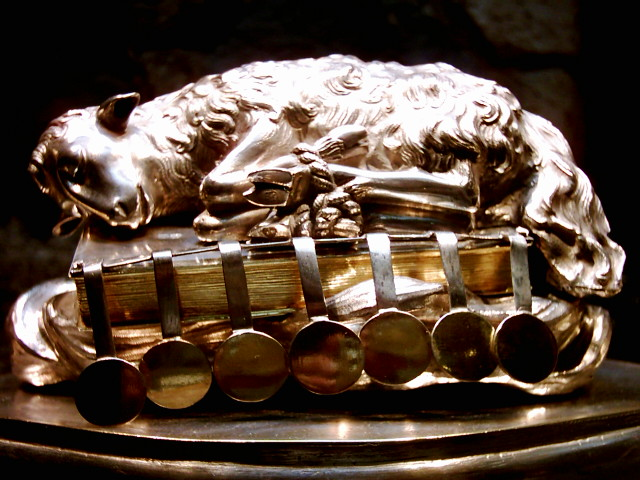
Das Lamm auf dem Buch mit sieben Siegeln, Johann Heinrich Rohr, um 1775.

So wie das Lamm traditionell als Zeichen des Lebens und der Unschuld verstanden wird und sein weißes Fell die innere Reinheit und Frömmigkeit symbolisiert, verweist das Osterlamm darauf, dass Jesus Christus christlichem Glauben gemäß unschuldig für die Menschen gestorben ist. Jesus Christus ist als Gottes Sohn das reine und sündlose Lamm Gottes, das für die Sünden der Menschen von Gott geopfert worden ist. Nach christlicher Theologie ist Jesus Christus der Mittler, der durch seinen Opfertod die Versöhnung zwischen Gott und der gefallenen Schöpfung (Gen 3 ) hergestellt hat und so den Sieg über Sünde und Tod errungen hat. Diese Versöhnung wird im Glauben an Jesus als Erlöser und bei der Taufe dem Menschen übertragen und in der Feier des Abendmahles vergegenwärtigt.

## Kirchengeschichte
Auf Befehl des byzantinischen Kaisers Justinian II. wurde 691 die Darstellung Christi als Agnus Dei im Kanon 82 der Trullanischen Synode untersagt. Dieser Konzilsbeschluss wurde jedoch im Westen nicht anerkannt. Begründet wurde dies mit der Vorläufigkeit der Darstellung Christi als Agnus Dei und der notwendigen Darstellung Christi in seiner menschlichen Gestalt als Abbildung des Vollkommenen.
So lautet es im entsprechenden Abschnitt des Synodenbeschlusses:

„Auf gewissen heiligen Bildern ist der Vorläufer abgebildet, wie er mit dem Finger auf das Lamm zeigt. Diese Darstellung wurde als Symbol der Gnade gedeutet. Sie war ein verborgenes Sinnbild des wahren Lammes, das Christus ist, unser Gott, der uns offenbart wird gemäß dem Gesetz. Da wir nun diese Sinnbilder und Schatten als Symbole der uns von der Kirche übermittelten Wahrheit übernommen haben, bevorzugen wir heute die Gnade und die Wahrheit selbst als Erfüllung dieses Gesetzes. Daher, um mit Hilfe der Bilder das Vollkommene aufzuzeigen, setzen wir fest, dass von nun an Christus, unser Gott, in seiner menschlichen Gestalt dargestellt werde und nicht mehr in der des Lammes.“

Die überkonfessionelle Unitas Fratrum (Brüder-Unität), im deutschsprachigen Raum besser bekannt als Herrnhuter Brüdergemeine (englisch Moravian Church), benutzt das Agnus Dei als Logo. Umrahmt wird das Logo international vom Schriftzug „VICIT AGNUS NOSTER – EUM SEQUAMUR“, in Deutschland häufig vom Schriftzug „UNSER LAMM HAT GESIEGT – LASST UNS IHM FOLGEN“.
Die Wehrkirche Herschdorf in Thüringen trug den Namen „Zum Lamme Gottes“.

## Liturgie
Das Abendmahl Jesu nimmt auf das Pessachlamm Bezug, da Jesus in der Nacht vor seiner Hinrichtung mit seinen Jüngern das Pessachmahl hielt. Danach reichte er gemäß der Tradition den Jüngern ungesäuertes Brot und Wein. Dem Auftrag Jesu folgend feiert die Kirche das Pascha-Mysterium, vorzugsweise in der Eucharistie. „Denn sooft ihr von diesem Brot esst und aus dem Kelch trinkt, verkündet ihr den Tod des Herrn, bis er kommt.“ (1 Kor 11,23–26 ) So lautet auch der Halleluja-Ruf in der Liturgie des Ostersonntags: Unser Paschalamm ist geopfert, Christus. So lasst uns das Festmahl feiern im Herrn.

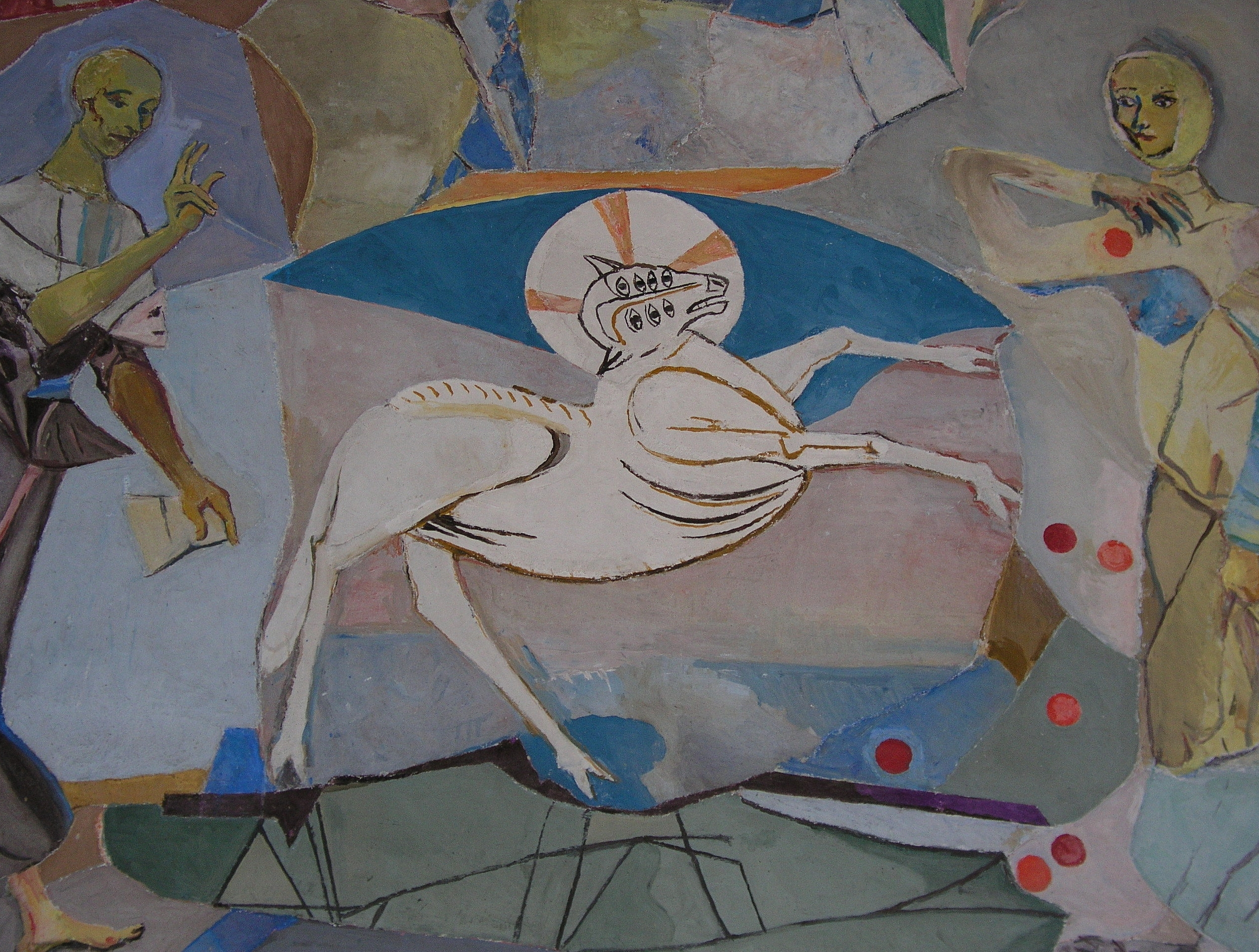
„Das springende Lamm Gottes mit den sieben Augen, umgeben von zwei Engeln“, Ausschnitt eines Freskos von Herbert Boeckl, Nordwand der Engelkapelle, Basilika Seckau

In der Liturgie ist das Agnus Dei ein an Jesus Christus gerichtetes litaneiartiges Gebet, das seit dem 7. Jahrhundert in der römisch-katholischen und allen von ihr abstammenden Liturgien während der Eucharistie beim Brechen des Brotes nach dem Friedensgruß gesungen oder gesprochen wird. In der Abendmahlsliturgie in der lutherischen Kirche wird das Agnus Dei nach den Einsetzungsworten von der Gemeinde gesungen.
Außerhalb der heiligen Messe kommt das Agnus Dei auch am Ende von Litaneien wie der Allerheiligenlitanei oder der Lauretanischen Litanei vor, gefolgt von einer Oration.
Lateinischer Text:
Agnus Dei, qui tollis peccata mundi, miserere nobis.

Agnus Dei, qui tollis peccata mundi, miserere nobis.

Agnus Dei, qui tollis peccata mundi, dona nobis pacem.
In der Totenmesse wurde vor der Liturgiereform des Zweiten Vatikanischen Konzils folgende Abwandlung gesungen:
Agnus Dei, qui tollis peccata mundi, dona eis requiem.

Agnus Dei, qui tollis peccata mundi, dona eis requiem.

Agnus Dei, qui tollis peccata mundi, dona eis requiem sempiternam.
Da heute das Agnus Dei nicht als Fürbitte, sondern wieder als Begleittext zur Fractio (Brotbrechen) verstanden wird, gebraucht man auch im Requiem den gewöhnlichen Text.
Deutscher Text in der heiligen Messe:
Lamm Gottes, du nimmst hinweg die Sünde der Welt, erbarme dich unser.

Lamm Gottes, du nimmst hinweg die Sünde der Welt, erbarme dich unser.

Lamm Gottes, du nimmst hinweg die Sünde der Welt, gib uns deinen Frieden.
Früherer deutscher Text in der Totenmesse:
Lamm Gottes, du nimmst hinweg die Sünde der Welt, gib ihnen die (ewige) Ruhe
Deutscher Text in der Fassung der lutherischen Messe:
Christe, du Lamm Gottes, der du trägst die Sünd der Welt, erbarm dich unser.

Christe, du Lamm Gottes, der du trägst die Sünd der Welt, erbarm dich unser.

Christe, du Lamm Gottes, der du trägst die Sünd der Welt, gib uns deinen Frieden, Amen.
Während die deutsche Übersetzung in Anlehnung an Joh 1,29  im Singular „Sünde der Welt“ lautet, wird in der lateinischen Fassung des Agnus Dei der Plural peccata (entgegen auch der Vulgata Joh 1,29 ); die Liturgie in einigen Sprachen (etwa Englisch oder Italienisch) übernimmt ebenfalls den Plural.

### Das Agnus Dei als Sakramentale

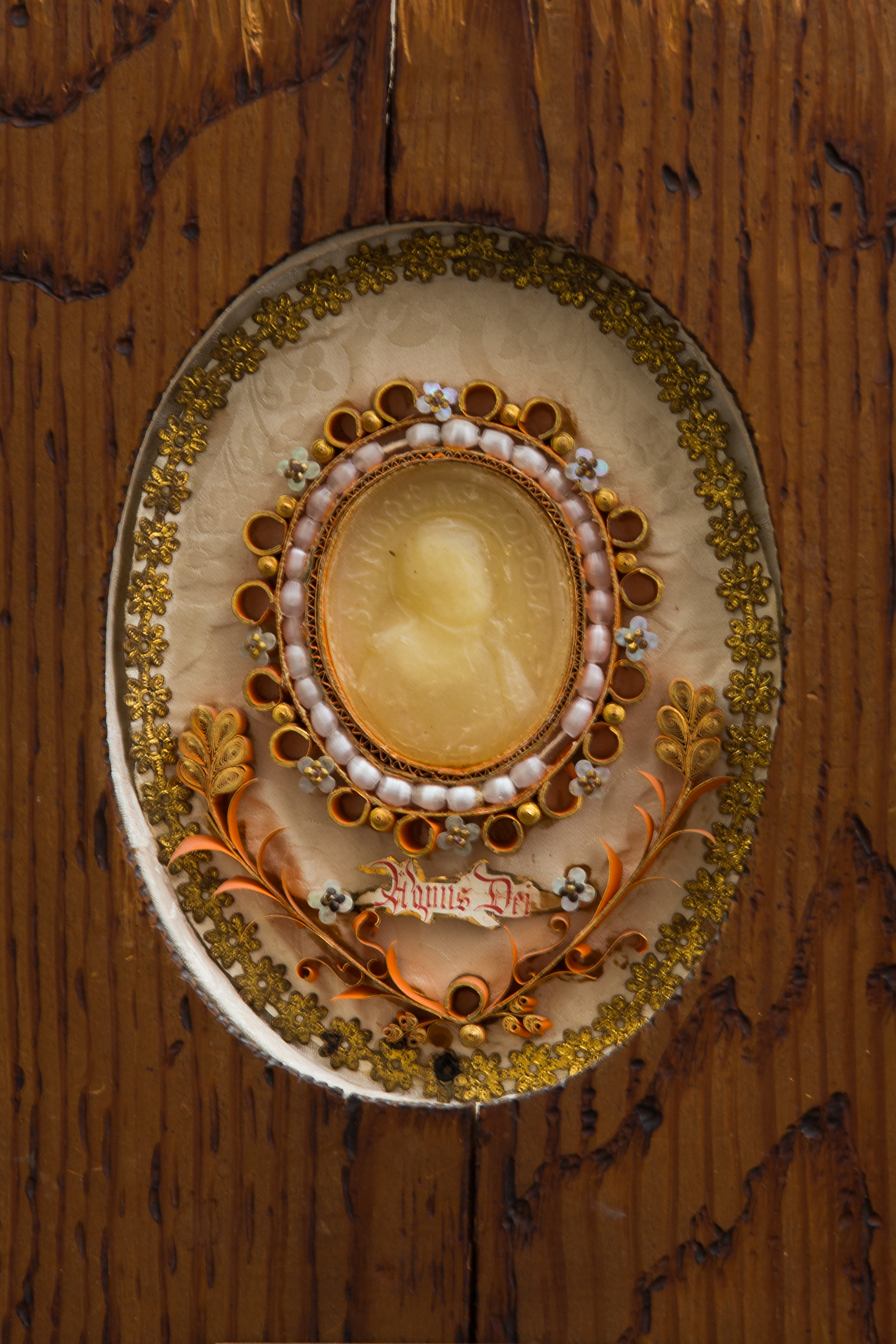
Agnus Dei von Papst Pius XI., 1938, mit der Darstellung des in jenem Jahr heiliggesprochenen Andreas Bobola.

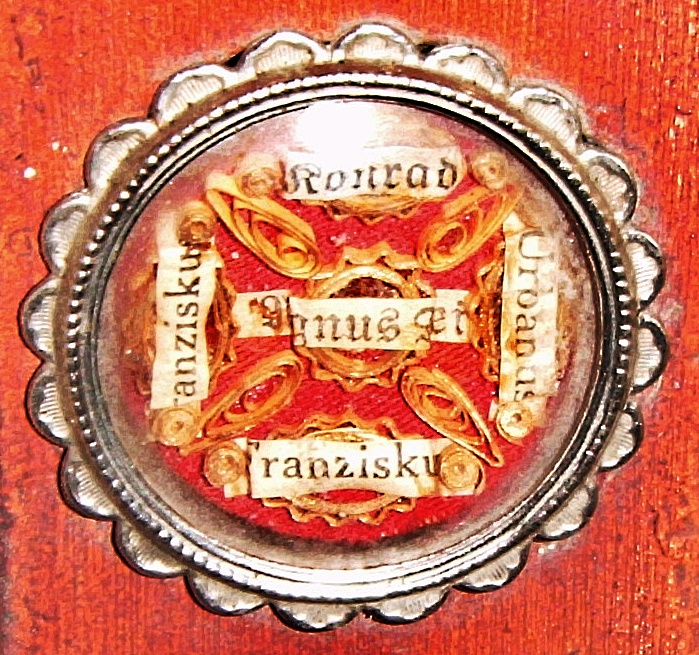
Fragment eines päpstlichen Agnus Dei (mittig) in einem Reliquiar zum Heiligen Jahr 1933

In der Stadt Rom war es seit dem 9. Jahrhundert üblich, Wachstäfelchen mit dem eingeprägten Relief des Gotteslammes während der Kartage zu segnen und am Samstag nach Ostern an die Gläubigen auszuteilen, die sie für die private Andacht nach Hause nahmen. Seit dem 15. Jahrhundert segnete der Papst selbst diese Wachstäfelchen, und zwar im ersten und danach in jedem siebenten Jahr seiner Regierung. Sie hatten die Form von ovalen Wachsmedaillons und gelten als Sakramentale. Auf der Vorderseite trugen sie die Darstellung des Agnus Dei, sowie das Weihejahr mit Namen des weihenden Papstes, auf der Rückseite ein Heiligenbild. Zur Verwahrung der auch nördlich der Alpen begehrten Agnus Deis dienten Metallkapseln oder monstranzartige Behälter (Ostensorien), die meist kunstvoll ausgestaltet waren. Oft wurden die Täfelchen auch zerteilt und als kleine Partikel in Reliquienbehälter eingearbeitet. Nach dem Osterfest 1964 wurde der Brauch von den Päpsten aufgegeben.

## Ikonografie/Heraldik
In der christlichen Ikonografie wird das Lamm Gottes häufig als Symbol für Christus verwendet. Oft wird es mit der Siegesfahne (rotes Kreuz auf weißem Grund) als Attribut dargestellt, um den Sieg Christi über den Tod und damit seine Auferstehung zu versinnbildlichen. In dieser Darstellung wird es auch als Osterlamm bezeichnet. Eine andere Variante zeigt das Lamm liegend, wobei die Beine mit einem Strick gebunden sind. Eine Darstellung des Agnus Dei wird in manchen Fällen mit der Inschrift Agnus Dei, qui tollis peccata mundi oder den dazugehörigen Bibelstellen verbunden. Im Amtsabzeichen des Palliums sind Verweise auf die komplexe biblische Symbolik von Lamm und Hirte enthalten. Der Träger des Hirtenamtes legt das aus Lammwolle gewebte Pallium über seine Schultern wie der Hirte das wiedergefundene Schaf.
Aufgrund der großen symbolischen Bedeutung des Lammes Gottes für die Eucharistie wurde das Motiv häufig in Kirchen dargestellt, beispielsweise direkt am Altar oder als Deckengestaltung. Auch an Kirchenportalen sind Abbildungen des Lammes Gottes zu finden. Als Ausdruck, dass Jesus von seiner Geburt an dazu bestimmt war, das Lamm Gottes zu sein, wird auf einer modernen Weihnachtskrippe in der Jesuitenkirche Heidelberg das Jesuskind in den Armen seiner Mutter als Lamm dargestellt.
In Wappen ist es ebenfalls zu finden, siehe hierzu: Christliche Symbole in der Heraldik#Agnus Dei.
Das Lamm Gottes ist auch Zunftzeichen der Fleischerinnung.

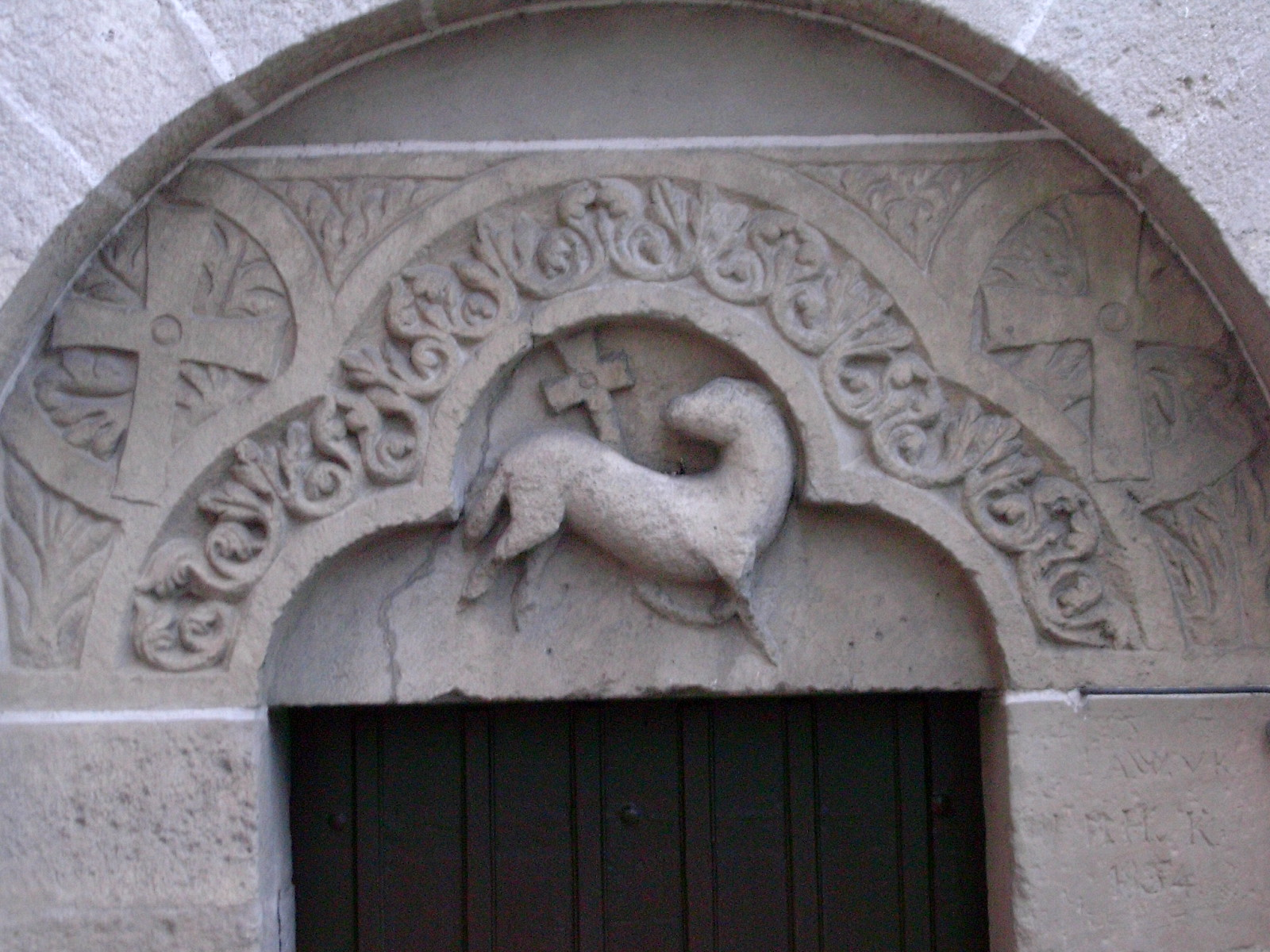
Osterlamm auf einem romanischen Türsturz von St. Remigius (Ingelheim)
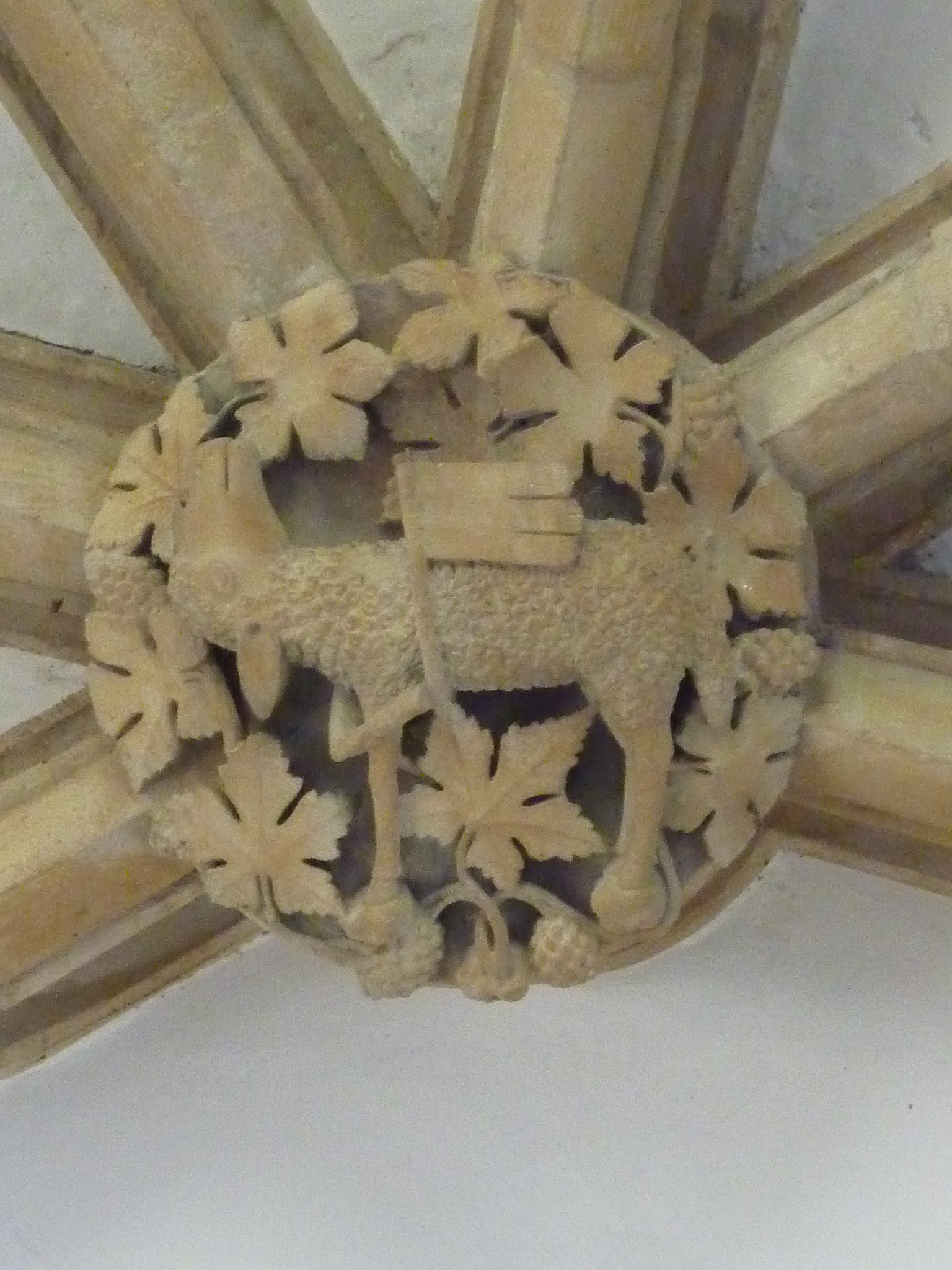
Lamm Gottes mit Siegesfahne auf dem Schlussstein des Chorgewölbes der Templerkapelle Iben, um 1240
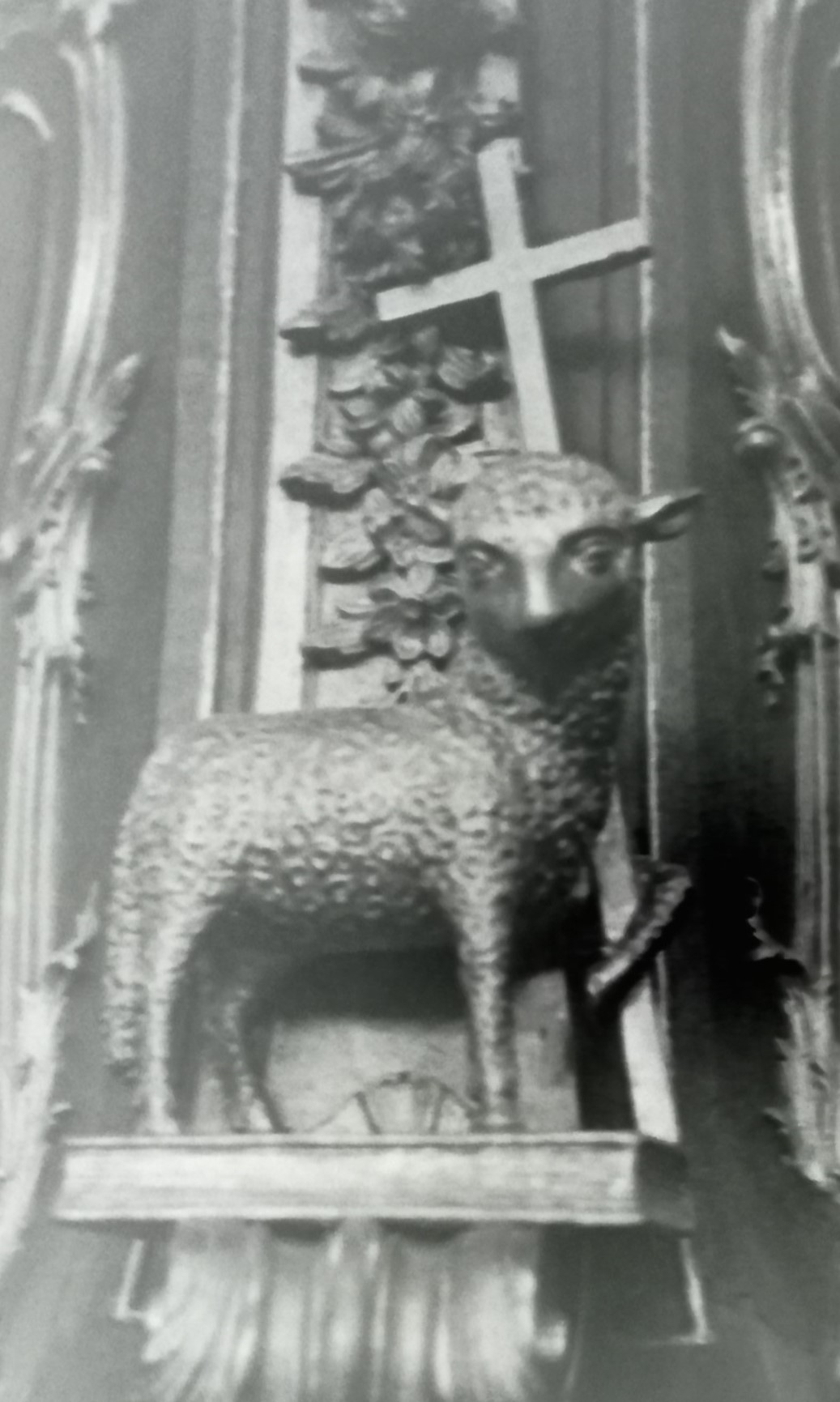
Agnus Dei als Schnitzerei im Bonner Münster. Anstelle der Siegesfahne trägt es ein Kreuz.
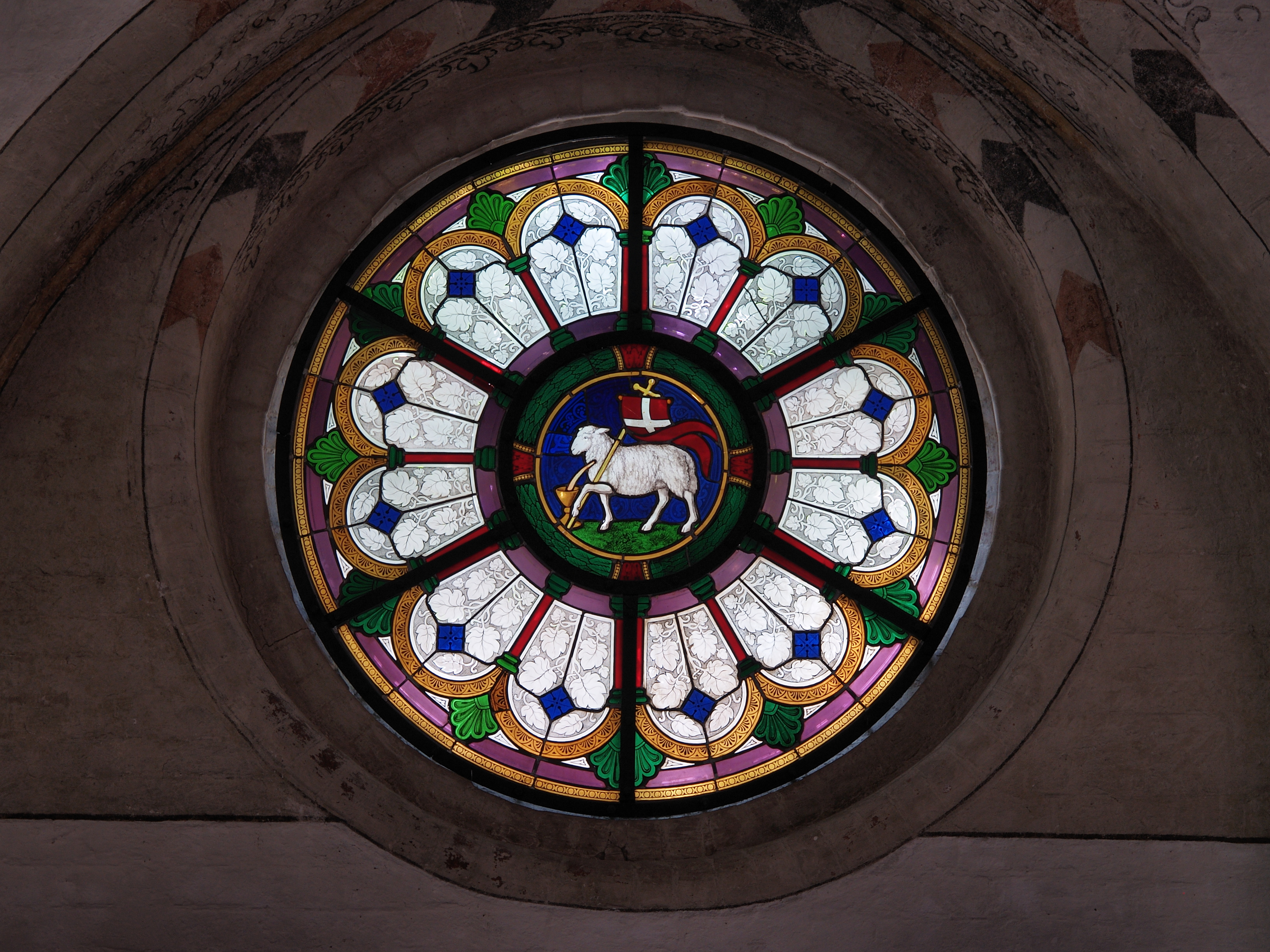
Fenster im Heiligen-Geist-Hospital (Lübeck)
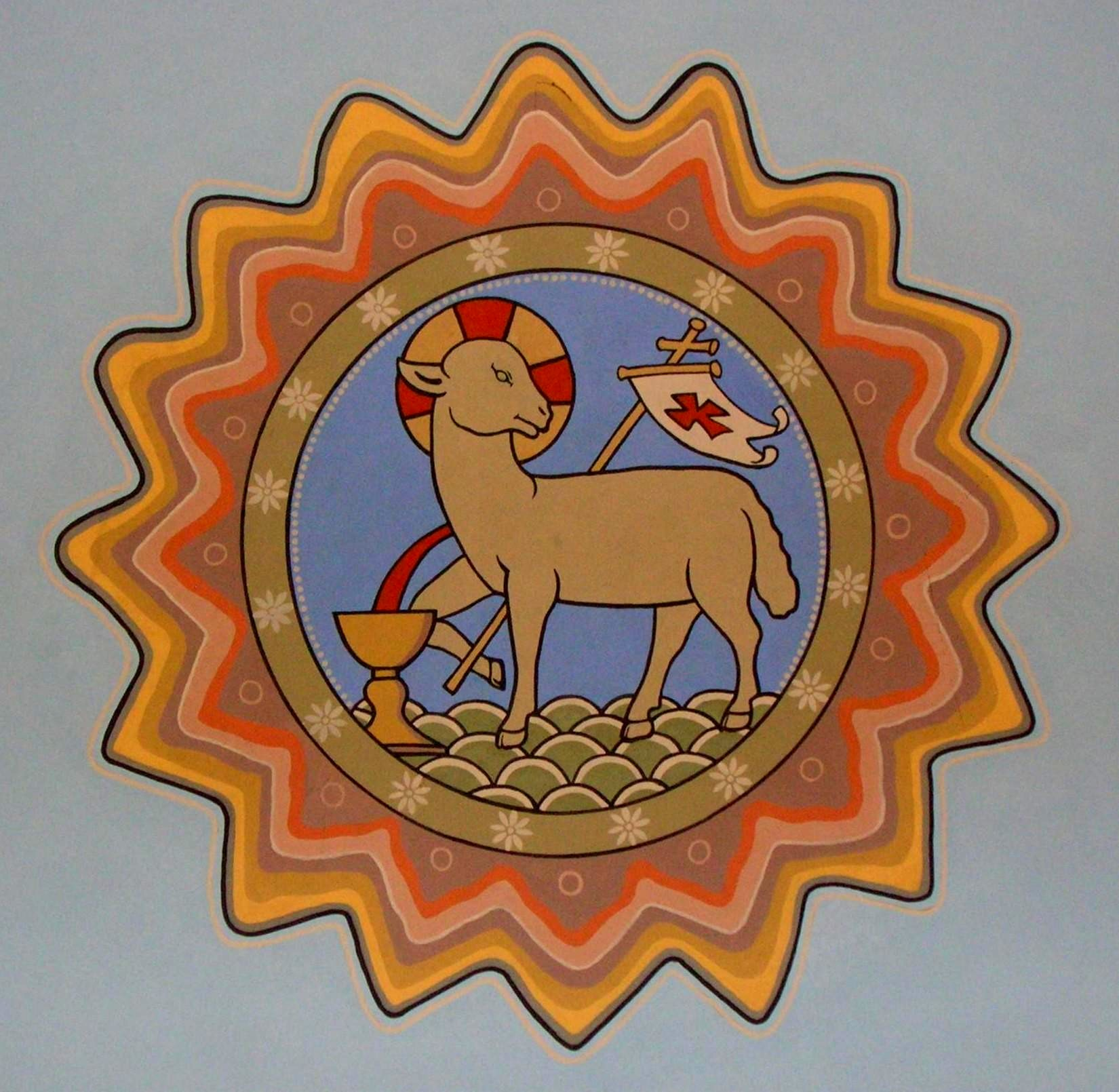
Osterlamm mit Kreuznimbus, Kreuzfahne und Kelch (St. Josef, Bolzum)
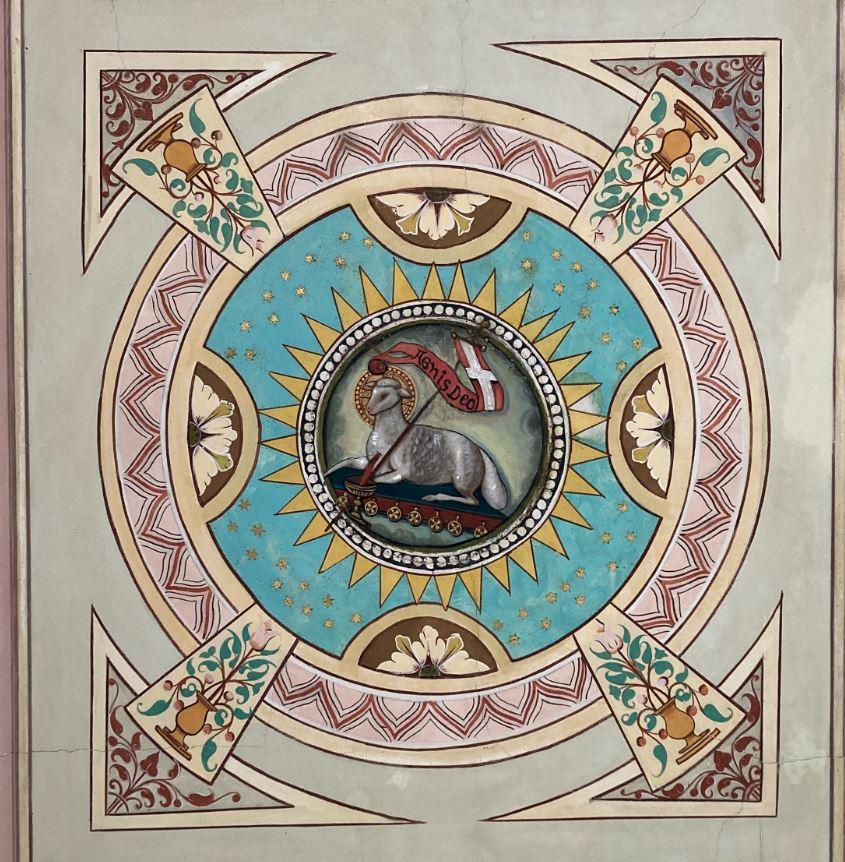
Kapelle Schönbronn, Ausschnitt Deckengemälde, Agnus Dei auf dem Buch mit den sieben Siegeln
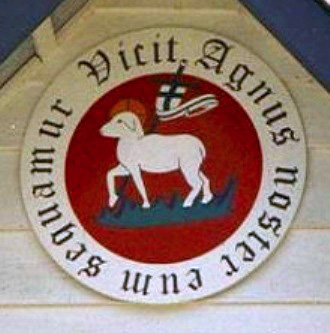
Logo der Herrnhuter Brüdergemeine an einer Kirche in Nieuw-Amsterdam (Suriname)
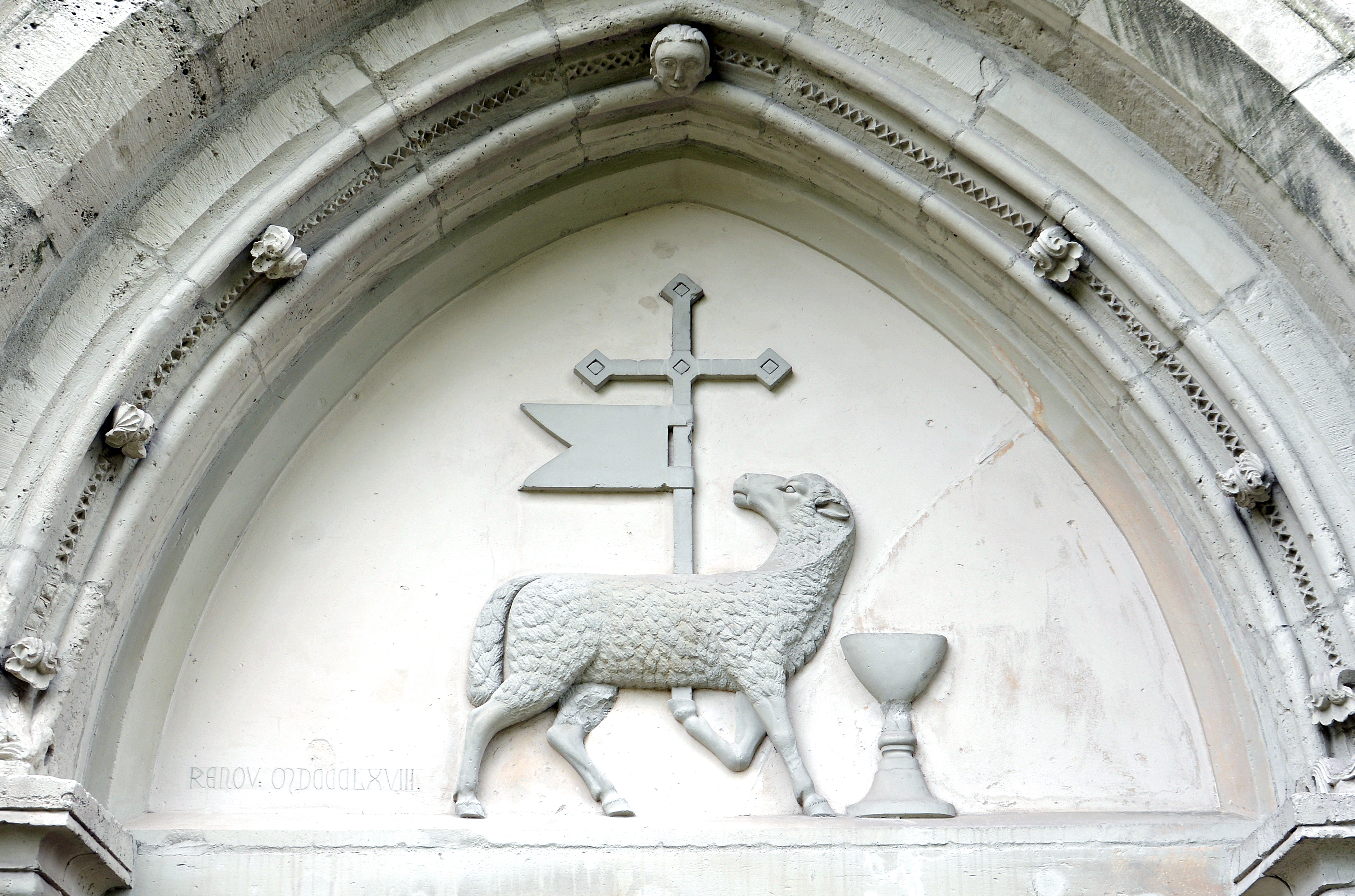
Darstellung des Lammes Gottes über dem Portal von St. Andreas in Braunschweig
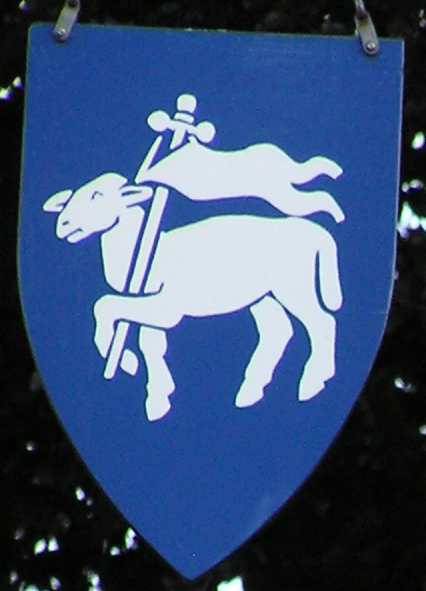
Lamm Gottes als Zunftzeichen

## Musik

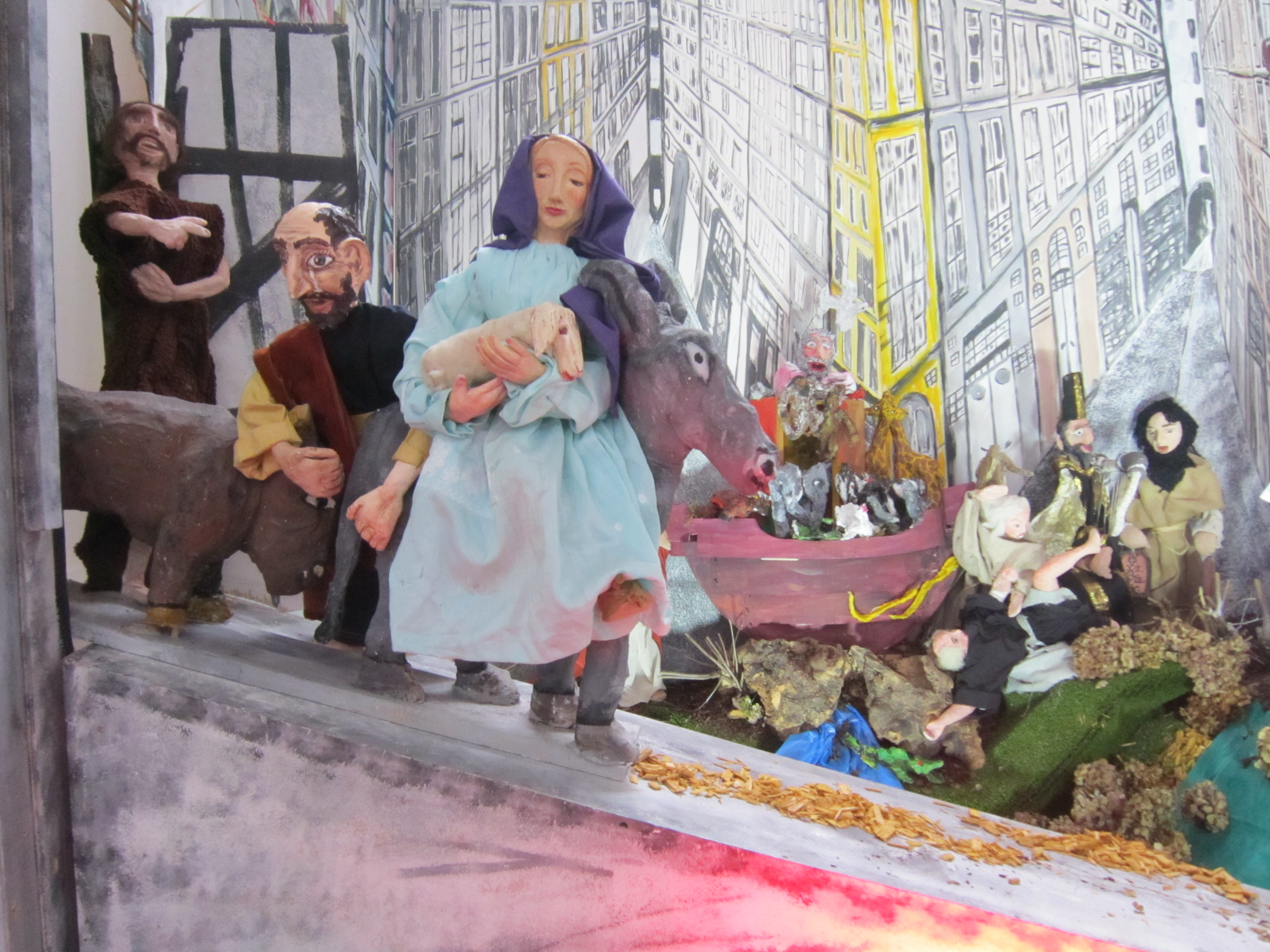
Darstellung des Jesuskindes als Lamm in einer modernen Weihnachtskrippe in der Jesuitenkirche Heidelberg

Das „Agnus Dei“ gehört bei Vertonungen der Messe zu den feststehenden Bestandteilen („Ordinarium“) und ist von Komponisten aller Epochen und Konfessionen vertont worden.
Agnus Dei wurde als einzelnes Werk vertont, zum Beispiel 1967 von Samuel Barber als Agnus Dei (einer vokalen Bearbeitung seines Adagio for Strings). 1997 übernahm Puff Daddy ein Sample des Anfang von Barbers Agnus Dei als Intro der Album-Version seines Cover-Songs I’ll Be Missing You.
Die letzten Worte, die Friedensbitte Dona nobis pacem, waren vielfach Motiv für separate Vertonungen. Zu nennen sind unter anderem:
- Johann Pachelbel: Dona Nobis Pacem
- Wolfgang Amadeus Mozart: Dona Nobis Pacem
- Marie-Joseph Erb: Missa Dona nobis pacem für Chor, Orgel und Orchester (op. 89), 1914
- Ralph Vaughan Williams: Dona nobis pacem, Kantate für Sopran, Bariton, Chor und Orchester, 1936
- Ernst Pepping: Missa Dona Nobis Pacem (Friedensmesse) für Chor, 1948
- Heinz Holliger: Dona nobis pacem für gemischten Chor (12 Solostimmen), 1969
- Violeta Dinescu: Dona nobis pacem für Mezzosopran, Cello und Schlagzeug, 1987
- Pēteris Vasks: Dona nobis pacem für gemischten Chor und Streichorchester oder Orgel, 1996/97

Als Kirchenlied ist der lutherische Gesang O Lamm Gottes, unschuldig von Nikolaus Decius (1485–1546) überliefert.

## Osterlämmer im christlichen Brauchtum

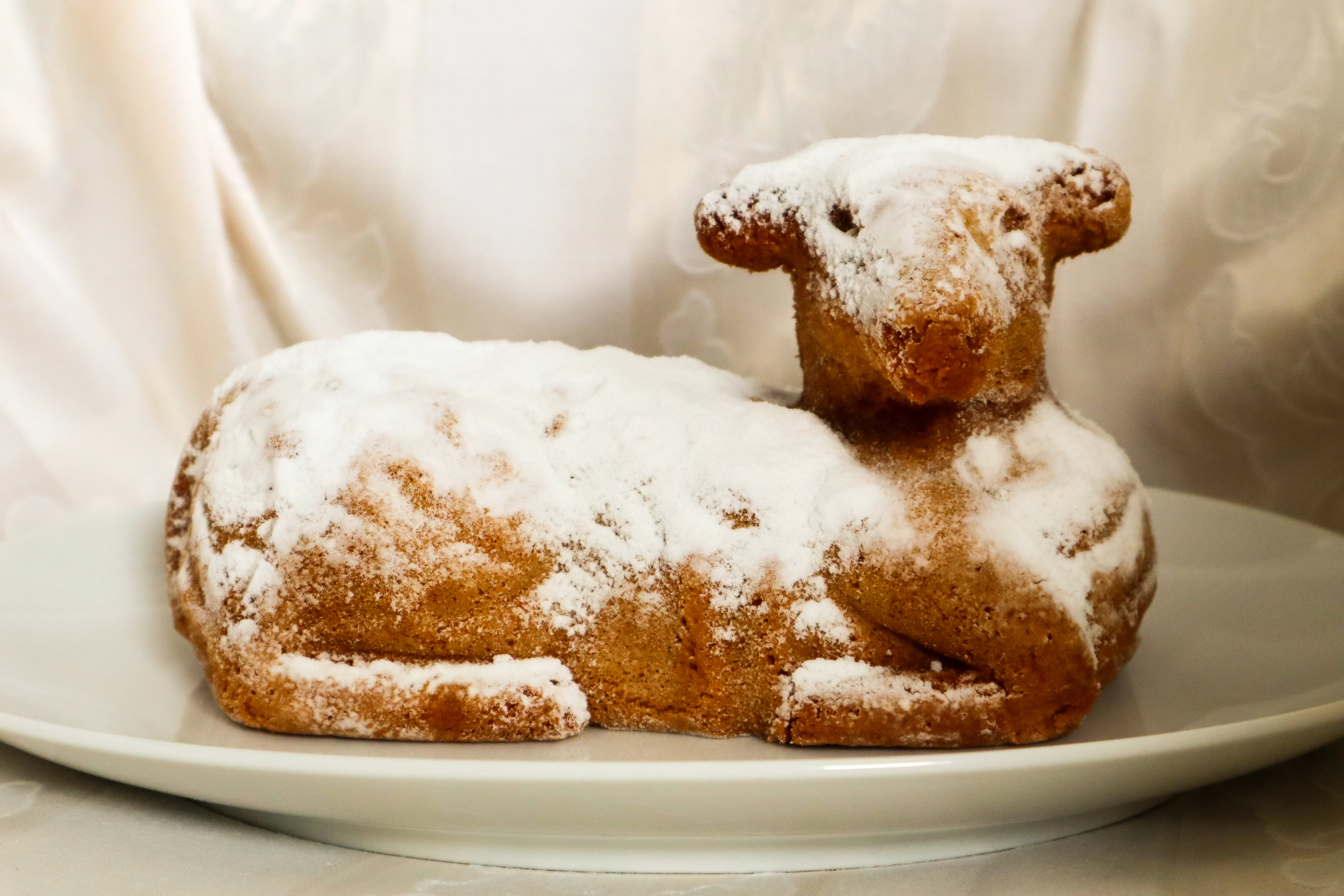
Osterlamm als Gebildebrot

Im Christentum führte die Symbolik des Lammes für die Auferstehung Christi zum Backen von Osterlämmern als Gebildbrot, die mit der Siegesfahne der Auferstehung versehen, in der Osterfeier zur Speisen- oder Fleischweihe gebracht und dann neben anderen Speisen zum Osterfrühstück verzehrt werden.